# Kundt (Mondkrater)
Kundt ist ein kleiner, schüsselförmiger Einschlagkrater auf der Mondvorderseite im Norden des Mare Nubium, östlich des Kraters Guericke und westlich von Davy.
Der Krater wurde 1976 von der IAU nach dem deutschen Physiker August Kundt offiziell benannt. Zuvor wurde der Krater als Guericke C bezeichnet.